# La Déclaration (roman)
 (novembre 2013).
Si vous disposez d'ouvrages ou d'articles de référence ou si vous connaissez des sites web de qualité traitant du thème abordé ici, merci de compléter l'article en donnant les références utiles à sa vérifiabilité et en les liant à la section « Notes et références ».
 (avril 2014).
- Si vous ne connaissez pas le sujet, laissez ce bandeau (vous pouvez alors contacter les auteurs).
- Si vous supprimez le contenu mis en cause (vous pouvez préalablement contacter les auteurs),

argumentez précisément cette suppression dans la page de discussion
(un manque de référence n'est pas un argument ; une recherche réelle de référence doit avoir été effectuée, être formellement documentée).
La Déclaration : L'Histoire d'Anna (titre original : The Declaration) est un roman de science-fiction, le premier tome d'une série écrite par Gemma Malley. Il a été publié en 2008.

## Univers

### Longévité, Déclaration et Surplus
Le roman se passe en Angleterre en l'an 2140, la mort n'existe plus. Les progrès scientifique des humains les ont conduits à créer le médicament de la Longévité, qui permet de prolonger la vie d'un individu éternellement s'il prend un traitement régulier, et le protège des maladies mortelles que les hommes craignaient tant. Une grande partie de la planète est adepte de ce médicament. Mais tous ces gens ne meurent plus, et, pour éviter un problème de surpopulation, une loi a été rédigée : la loi « Surplus ». Elle dispose qu'un enfant né de parents prenant la Longévité est un « Surplus », c'est-à-dire qu'il ne devrait pas exister et qu'il pille les ressources et l'énergie de la planète. La seule condition permettant d'avoir des enfants est le principe « une vie pour une autre » : si un parent meurt, il « donne sa vie » à son enfant qui atteint le statut de « Légal ». Pour accéder à la Longévité, une personne doit signer un document officiel nommé la Déclaration.
Dans certains pays, les Surplus sont éradiqués. Mais en Grande-Bretagne, où se passe l'action, ils sont enfermés dans des foyers de Surplus où on leur apprend à travailler pour devenir des domestiques employés chez des légaux. Éduqués dans le mépris et la haine de leurs parents, les Surplus doivent, sous peine de châtiments cruels, se rendre Utiles et savoir « Où-Est-Leur-Place ». Les Surplus cachés à l'extérieur sont impitoyablement traqués par les membres de la police des Surplus, plus connus sous le nom de « Rabatteurs ».

### Le réseau souterrain
Le réseau souterrain est la principale menace qui pèse sur les autorités. C'est un réseau secret se cachant par tous les moyens possibles et qui vise à éradiquer la longévité. Ils mènent quelquefois des actions terroristes sur des cargaisons du médicament, mais cachent aussi des surplus. La plupart de ses membres sont des affranchis et se connaissent très peu entre eux.

### Grange Hall
Grange Hall est un Foyer de Surplus. C'est là que commence l'histoire, car Anna y a été envoyée dans sa petite enfance.

#### Punitions
Dans cet établissement règne une discipline de fer : les récalcitrants sont punis par des privations de nourriture ou de couchages, des châtiments corporels, ou envoyés en Isolement. Ce sont des cellules sombres et froides avec une couchette en ciment, où les Surplus sont coupés du monde pour réfléchir sur Où-Est-Leur-Place. Les jeunes filles Surplus ayant leurs règles sont considérées comme impures et risquent des châtiments terribles si leurs couchages sont tachés de sang. Elles préfèrent donc dormir sur le sol de leur dortoir.

#### Séminaires
La journée des Surplus est rythmée par les sonneries, la nourriture fade de la cantine et les séminaires d'enseignement qui servent à former les pensionnaires pour qu'ils deviennent des Bons Éléments qui pourront être employés par des Légaux en étant aussi discrets que possible. Pour la majorité des cours, les garçons et les filles sont séparés. Différents séminaires sont mentionnés dans le roman : Sciences&Nature (on y apprend l'histoire de la Longévité et le statut des Surplus qui pillent les ressources de la planète), Décorum (certaines leçons sont consacrées à l'apprentissage de la discrétion), Lessive&Blanchisserie.

#### Âges des Surplus
Selon leur âge, les Surplus sont regroupés en trois catégories :
- Les Petits occupent l'étage du dessus à Grange Hall où les Surplus plus âgés ne sont pas admis et ne désirent pas entrer : arrachés à leurs parents, les Petits sont des enfants difficiles, hurlent énormément et sont réputés pour faire des saletés. Anna les déteste.
- Les Moyens ont en général de six à douze ans. Contrairement aux Petits, ils comprennent que pleurer ne sert à rien, mais leur expérience plus longue de l'Extérieur (dans le cas où un Surplus est un Moyen quand il arrive à Grange Hall) leur donne envie de contester ce qu'ils apprennent dans les séminaires.
- Les Aspirants sont les Surplus les plus âgés. Ils apprennent à être des Bons Éléments prêts à être employés.

### Résumé
Anna est une Déléguée de Grange Hall, une Surplus exemplaire, pressée de devenir un Bon Élément et d'être employée. Elle a déjà travaillé trois semaines chez une Légale, Mrs Sharpe, pour remplacer sa servante tombée malade. Mrs Sharpe lui a offert un journal intime, bien que les Surplus n'aient pas le droit de posséder des objets personnels. L'histoire commence quand, après avoir passé des semaines à cacher son journal et à en palper la douce couverture, Anna franchit le pas et enfreint une nouvelle règle en écrivant pour la première fois dans le carnet.